# جراحی مغز و اعصاب جهانی (نشریه علمی)
جراحی مغز و اعصاب جهانی (به انگلیسی: World Neurosurgery) یک مجله علمی پزشکی با داوری تخصصی است که به صورت ماهانه توسط انتشارات الزویر منتشر می‌شود و مجله رسمی فدراسیون جهانی انجمن های جراحی مغز و اعصاب است. این نشریه از زمان تأسیس در سال ۱۹۷۳ تا ۲۰۱۰ با نام جراحی مغز و اعصاب (Surgical Neurology) منتشر می‌شد. سردبیر ادوارد سی. بنزل (دپارتمان جراحی مغز و اعصاب در کلینیک کلیولند) است. ضریب تأثیر سال ۲۰۲۳ این نشریه برابر با ۱.۹ بود.

## سردبیران
- پل باسی (دانشکده پزشکی دانشگاه ویک فارست) و رابرت جی وایت (دانشگاه کیس وسترن رزرو)، ۱۹۷۳-۱۹۸۵
- ایبن الکساندر جونیور (مدرسه پزشکی بومن گری)، ۱۹۸۶-۱۹۹۳
- جیمز آی. آوسمن ( دانشگاه ایلینوی در شیکاگو و دانشگاه کالیفرنیا، لس آنجلس)، ۱۹۹۴ تا ۲۰۰۹.
- مایکل ال. جی. آپوزو (مدرسه پزشکی کِک در دانشگاه کالیفرنیا جنوبی)، ۲۰۱۰–۲۰۱۵.
- ادوارد سی. بنزل (بخش جراحی مغز و اعصاب، کلینیک کلیولند)، ۲۰۱۵ تا اکنون.

## نمایه‌سازی
این مجله در پایگاه‌های علمی زیر نمایه شده است:
- کارنت کانتنت
- بی‌آی‌او‌اس‌آی‌اس پرویو
- مدلاین/ پابمد
- نمایه استنادی علوم (SCI)
- اِمبیس (EMBASE)
- اِسکوپوس

بر اساس نشریه گزارش استنادی مجلات، ضریب تأثیر (IF) این مجله در سال ۲۰۲۰ برابر با ۲.۱ بوده است. ضریب تأثیر در سال ۲۰۱۴ برابر با ۲.۸۷ بود. بر اساس آمار ISI Web of Knowledge، این مجله با این ضریب تاثیر در میان ۱۹۸ مجله جراحی در رتبه ۳۹ و در گروه نورولوژی بالینی از ۱۹۲ مجله در رتبه ۶۷ قرار داشت.

## مراجع
1. ↑  "Homepage, 2014". World Federation of Neurosurgical Societies. Retrieved 2 May 2014.
2. ↑  «World Neurosurgery | Journal | ScienceDirect.com by Elsevier». www.sciencedirect.com (به انگلیسی). دریافت‌شده در ۲۰۲۴-۰۸-۱۳.